# Геохімічні пошуки і розвідка родовищ корисних копалин
Геохімічні пошуки і розвідка родовищ корисних копалин (рос.геохимические поиски и разведка месторождений полезных ископаемых, англ. geochemical prospecting and exploration, нім. geochemische Aufsuchen n und Erkundung f) – методи, що базуються на дослідженні закономірностей розміщення хімічних елементів у літосфері, гідросфері, атмосфері й біосфері. 
Проводяться з метою виявлення корисних копалин. 
Відповідно характеру речовини розрізняють літохімічні, гідрохімічні, атмохімічні і біогеохімічні зйомки та радіометричні методи. Найважливіше значення мають літохімічні і радіометричні методи пошуків і розвідки рудних родов., а також атмохімічні методи пошуків нафтових і газових родовищ. 
Теоретичною основою геохімічних пошуків і розвідки родовищ корисних копалин послужили роботи видатного українського вченого В. І. Вернадського.